# Timo Novotny

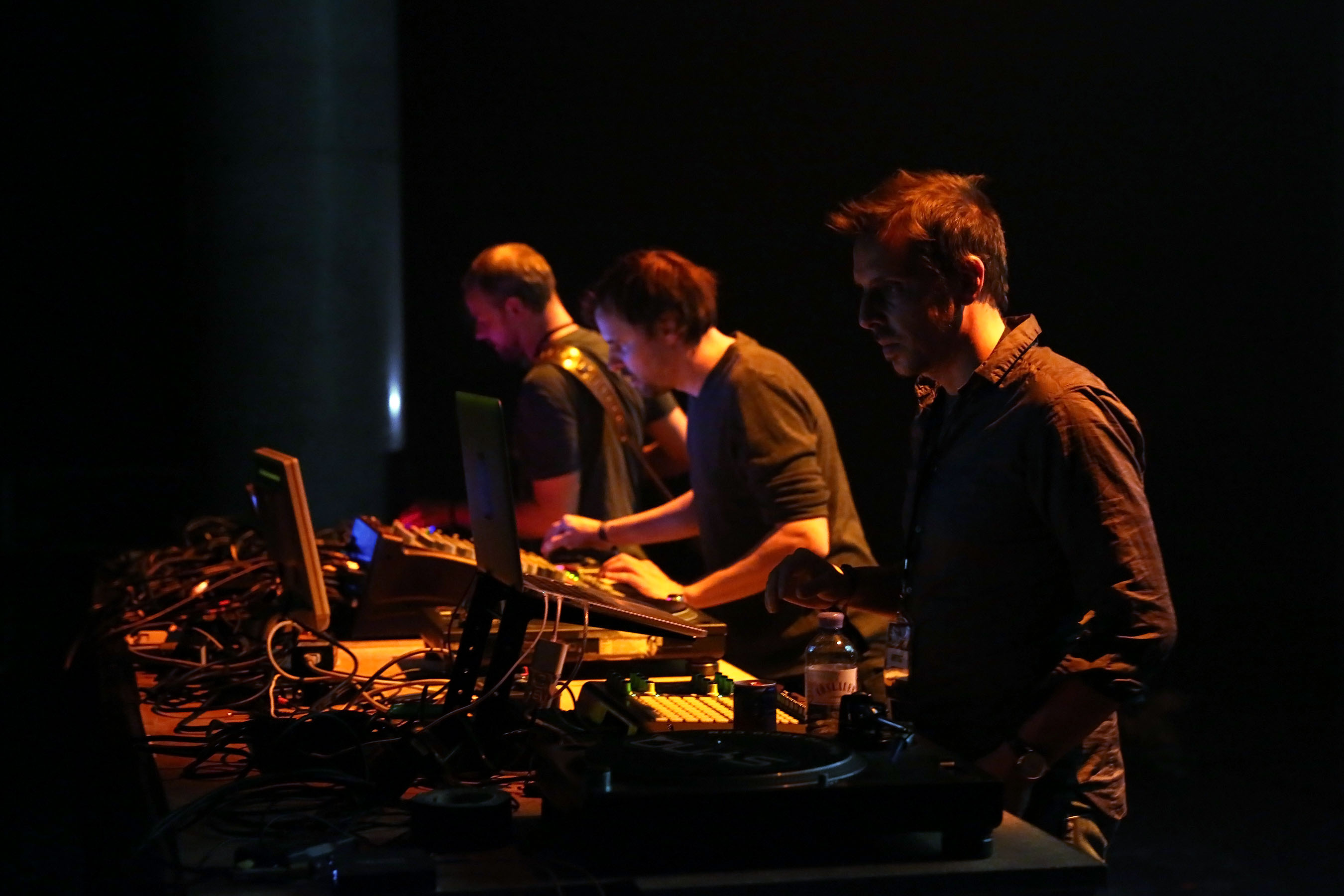
Timo Novotny (r.) mit Markus Kienzl und Wolfgang Frisch, Trains of Thoughts live Performance (Waves Vienna 2013)

Timo Novotny (* 1973 in Böblingen) ist ein österreichischer Filmemacher und Fotograf.

## Leben und Schaffen
Novotny studierte von 1994 bis 2000 an der Universität für angewandte Kunst Wien bei Peter Weibel Visuelle Mediengestaltung und schloss das Studium mit Auszeichnung ab. Seit 1997 ist er als freischaffender Künstler in den Bereichen Fotografie und Film tätig.
Sein erster Kurzfilm Wirehead (mit Norbert Pfaffenbichler, 1996) wurde auf rund 30 internationalen Filmfestivals gezeigt und mehrfach ausgezeichnet (u. a. ZKM Medienkunstpreis in Karlsruhe).
1999 entstand Cargo, ein Kurzfilm als erweiterte Symbiose aus drei Musikvideos für die Sofa Surfers, der auf rund 35 Filmfestivals gezeigt und mehrfach ausgezeichnet wurde. Bei den Sofa Surfers ist Novotny seit damals für die Artwork wie Platten- bzw. CD-Covers, sowie die Musikvideos und Projektionen bei Live-Shows zuständig. Seit Sofa Surfers – Das rote Album 2005 zählt er als Bandmitglied.
2006 vollendete Novotny mit  Life In Loops – A Megacities Rmx seinen ersten Kinofilm. Der Film ist ein Remix von Michael Glawoggers Dokumentation Megacities und schaffte es als erster Filmremix wieder als 35-mm-Version in die Programmkinos, wurde auf über 60 Filmfestivals gezeigt und mit fünf Preisen ausgezeichnet. Unter anderem wurde der Film beim A-Festival Internationales Filmfestival Karlovy Vary als „Best Documentary“ ausgezeichnet. Weiteren Teilnahmen führten ihn unter anderem zu den Filmfestivals Festival Internacional de Cine de Mar del Plata, Sidney IFF, Singapore International Film Festival, Kraków Film Festival, Festival dei Popoli Florenz, Hot Docs Toronto und Film Festival Ghent. 2012 stellte er seinen zweiten Kinodokumentarfilm Trains of Thoughts vor (Premiere am IFF Karlovy Vary).
Neben den Musikvideos für die Sofa Surfers produzierte er weitere etwa für Wolfgang Frisch, I-Wolf, Markus Kienzl, Bauchklang und Katika. Seine Cover-Artworks wurden mit der mobilen Design-Ausstellung „Design Now Austria“ weltweit ausgestellt und das Experimentalvideo Neon (mit Nik Thoenen, 2002) als fixer Bestandteil in die Sammlung des Centre Georges Pompidou in Paris aufgenommen. Mit seinen Arbeiten war Novotny unter anderem bei folgenden Festivals in Gruppenausstellungen vertreten: Viper (Basel), Sónar (Barcelona), Vienna Independent Shorts (Wien), Ars Electronica (Linz), Biennale di Venezia (9. Mostra Internazionale di Architettura, Venedig) und im ACF New York. Seine bisher einzige Einzelausstellung war im KBB in Barcelona. Als Kurator war er bislang am transcinema festival in San Francisco, dem Cimatics Festival in Brüssel und dem Les Rencontres Audiovisuelles in Lille tätig.
Live (vgl. VJ) ist er mit den Sofa Surfers bzw. bei Einzelprojekten der Bandmitglieder in 27 Ländern aufgetreten, unter anderen im ACF New York, am 41. und 47. Internationalen Filmfestival Karlovy Vary, am 33. IFF Ghent und im Kunstareal Arsenal in Nischni Nowgorod. 2003 eröffnete er die Cinedays in Brüssel, 2007 mit einem live-Remix von Life in Loops das Festival IndieLisboa in Portugal und 2012 mit der live-Premiere von Trains of Thoughts den österreichischen Pavillon bei der Biennale di Venezia, 13. Mostra Internazionale di Architettura.
In Österreich trat er unter anderem am Urban Art Forms Festival in Wiesen (mit GusGus), am Klangturm in St. Pölten (1997), dem Diagonale-Filmfestival in Graz (1999), der Ars Electronica (1997 und 2003), bei Heimo Zobernigs „black box“ im Kasino im Schwarzenbergplatz (2003), der Eröffnung des Donaufestivals 2005 in Korneuburg, der Eröffnung des Arnold Schönberg Centers in Wien (2008), im Wiener Burgtheater (2009) und mit der Visualisierung des Italienischen Liederbuchs von Hugo Wolf (2010) auf.
2024 produzierte Novotny die erste Staffel der fünfteiligen Dokumentarserie Metrokosmos, die den Charakter von fünf europäischen Städten – Neapel, Prag, Wien, Berlin und Paris – anhand ihrer U-Bahn-Systeme porträtiert. Die jeweiligen U-Bahn-Linien dienen dabei als zentrales visuelles und narratives Leitmotiv. Neben stilisierter Kameraarbeit mit ästhetisierten Bildern kommen Künstlerinnen und Künstler, Architektinnen und Architekten sowie Bewohnerinnen und Bewohner zu Wort, die über das Leben im Untergrund reflektieren. Die Musik zur Serie stammt von Markus Kienzl, Gründungsmitglied der Sofa Surfers, und basiert auf instrumentalen Fassungen sowie erweitertem Material seines 2024 veröffentlichten Albums Three. Die Serie wurde von ORF und Filmfonds Wien koproduziert. Die Erstausstrahlung erfolgte im Oktober 2024 auf Arte. 2025 wurde METROKOSMOS von ORF, ARD, BR Fernsehen und Česká televize ausgestrahlt.

## Filmografie (Auswahl)

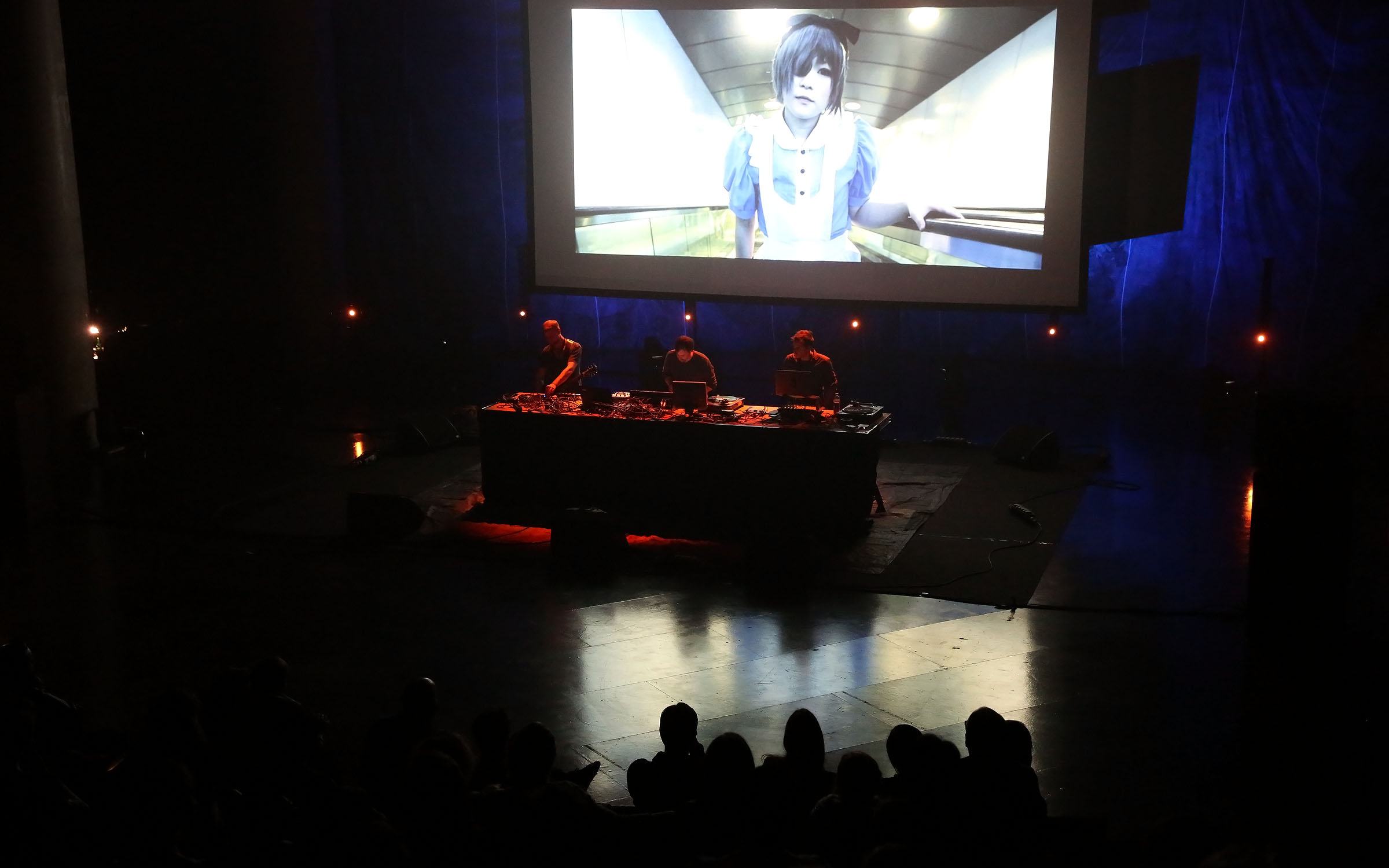
Timo Novotny (r.) mit Markus Kienzl und Wolfgang Frisch, Trains of Thoughts live Performance (Waves Vienna 2013)

- 1996: Wirehead (Kurzfilm mit Norbert Pfaffenbichler)
- 1998: The Plan (Kurzfilm/Musikvideo)
- 1999: Cargo (35-mm-Kurzfilm/Musikvideotrilogie)
- 2000: Sofa Rockers (Kurzfilm / Musikvideo)
- 2002: Neon (Experimentalfilm mit Nik Thoenen)
- 2006: Life In Loops – A Megacities Rmx (Kinodokumentarfilm, 79 Min)
- 2012: Trains Of Thoughts (Kinodokumentarfilm, 85 Min)
- 2024: Metrokosmos (Doku-Serie)

## Auszeichnungen (Auswahl)
- Preis für Medienkunst des Landes Niederösterreich 1996 für Wirehead
- Palm Springs International ShortFest: Award of Merit 1999 für Cargo
- Empire State International Short Film Festival: Best narrative Video 1999 für Cargo
- IFF Karlovy Vary: Best Documentary 2006 für Life in Loops
- IFF Dialëktus: Best Documentary 2007 für Life in Loops